# Drum bun
„Drum bun“ (česky Šťastnou cestu) je rumunský slavnostní vojenský pochod z roku 1856, který složil Ștefan Nosievici.
Pochod poprvé použila Spojená knížectví v období rusko-turecké války v letech 1877–1878. Pochod se velmi zpopularizoval během první světové války.

## Vznik skladby
Autor skladbu složil spolu s dalším pochodem „Tătarul“. Pochod byl poprvé předveden v roce 1856, avšak oficiálně byl publikován až po smrti skladatele v roce 1869. Je znám také pod názvem „Marșul ostașilor români“ (Pochod rumunských vojáků) nebo „Marșul ostașilor români în Basarabia“ (Pochod rumunských vojáků v Besarábii). Autorství textu skladby není zcela známo, autorem je pravděpodobně Vasile Alecsandri nebo Alexandru Flechtenmacher.

## Užití skladby
Rumunské vojsko Spojených knížectví pochod používalo v období rusko-turecké války v letech 1877–1878. V rumunské historiografii se tato válka nazývá rumunskou válkou o nezávislost. Pochod se velmi zpopularizoval během první světové války. Do doby po druhé světové válce byl text pochodu povinnou součástí školních osnov. Rumunský režisér Sergiu Nicolaescu skladbu použil ve svém válečném filmu Pentru patrie z roku 1977. Pochod dnes používá Rumunská armáda. 1. prosince 2018 během 100. výročí dne sjednocení Rumunska v roce 1918 byl pochod v Bukurešti hrán jako hlavní skladba slavnostního ceremoniálu.

## Slova
Drum bun, drum bun, tobă bate, drum bun, bravi români, ura!
Cu sacul legat în spate, cu armele-n mâini, ura!
Fie zi cu soare, fie, sau cerul noros,
Fie ploi, ninsoare fie, noi mergem voios, drum bun!
Drum bun, drum bun, tobă bate, drum bun, bravi români, ura!
Cu sacul legat în spate, cu armele-n mâini, ura!
Fie la paradă, fie la război,
Toți în rând grămadă, veseli mergem noi!
Drum bun, drum bun, tobă bate, drum bun, bravi români, ura!
Cu sacul legat în spate, cu armele-n mâini, ura!
Steagul să lucească, steagul, pentru el trăim,
Țara să-nflorească, țara, pentru ea murim, drum bun!